# Josep Domènech i Estapà
Josep Domènech i Estapà   (Tarragona, 1858 - Cabrera de Mar, 1917) fou un arquitecte català.

## Biografia
Obtingué el títol el 29 de gener de 1881. Fou catedràtic de geodèsia (1888) i de geometria descriptiva (1895) a la Universitat de Barcelona, i membre de la Reial Acadèmia de Ciències i Arts de Barcelona (1883), que posteriorment presidí (1914).
Autor, a Barcelona, de les reformes a l'església de Sant Andreu de Palomar (1881, amb Pere Falqués i Urpí); l'Acadèmia de Ciències, que conté als seus baixos el Teatre Poliorama (1883); el Palau de Justícia (1887-1908, amb Enric Sagnier i Villavecchia); la reforma de la casa Joan Baqué al Raval (1888, actualment desapareguda); el Palau Ramon Montaner (1889-1896, amb Lluís Domènech i Montaner); la Facultat de Medicina (1904); la Presó Model (1904, amb Salvador Vinyals i Sabaté); l'asil per a cecs Empar de Santa Llúcia, actual CosmoCaixa (1904-1909); l'Observatori Fabra (1906); l'edifici Catalana de Gas i Electricitat (1908); l'església de la Mare de Déu del Carme i convent dels Carmelites (1910-1921, acabat pel seu fill Josep Domènech i Mansana); l'estació de la Magòria (1912), etc. Dirigí també les obres de l'Hospital Clínic (1895-1906), sobre un projecte original d'Ignasi C. Bartrolí (1881).
A Viladrau va realitzar l'Hotel Bofill l'any 1898.
Domènech i Estapà conreà un estil propi partint d'estils arquitectònics clàssics i, tot allunyant-se dels corrents de moda del seu temps, com el modernisme, obtingué un ample reconeixement, sobretot en mitjans oficials.
Autor també de diverses obres de divulgació tècnica, com Tractat de geometria descriptiva o El modernisme arquitectònic (1911).
Participà en una polèmica científica a la premsa de Barcelona l'any 1897, que enfrontà el mateix Domènech i Estapà i dos catedràtics més de la universitat de Barcelona: Laur Clariana i Ricart i Miquel Marzal i Bertomeu; amb José Fola Igúrbide i Eduard Llanas i Jubero.

## Galeria d'imatges

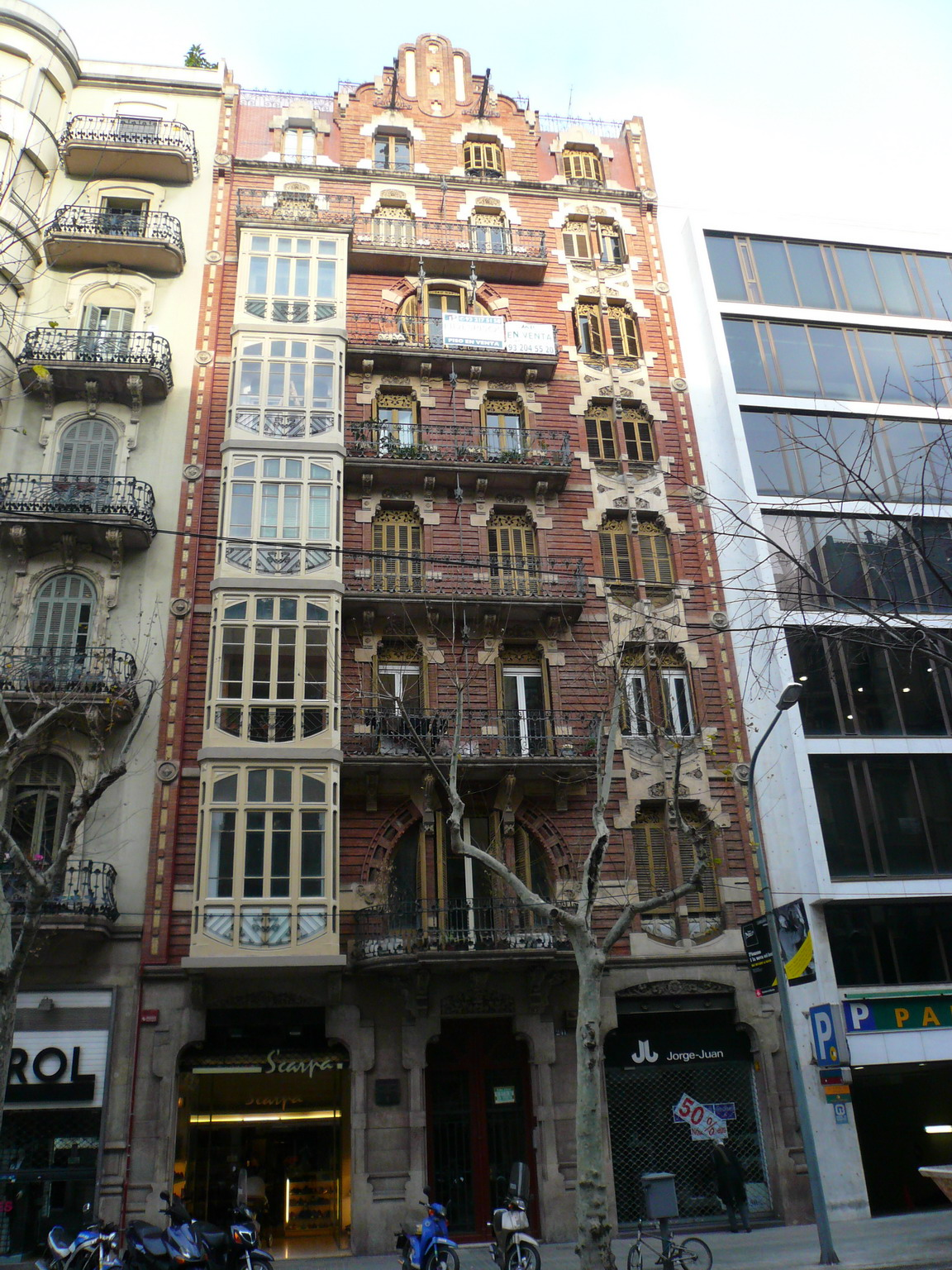
Casa Domènech i Estapà (València, 241)
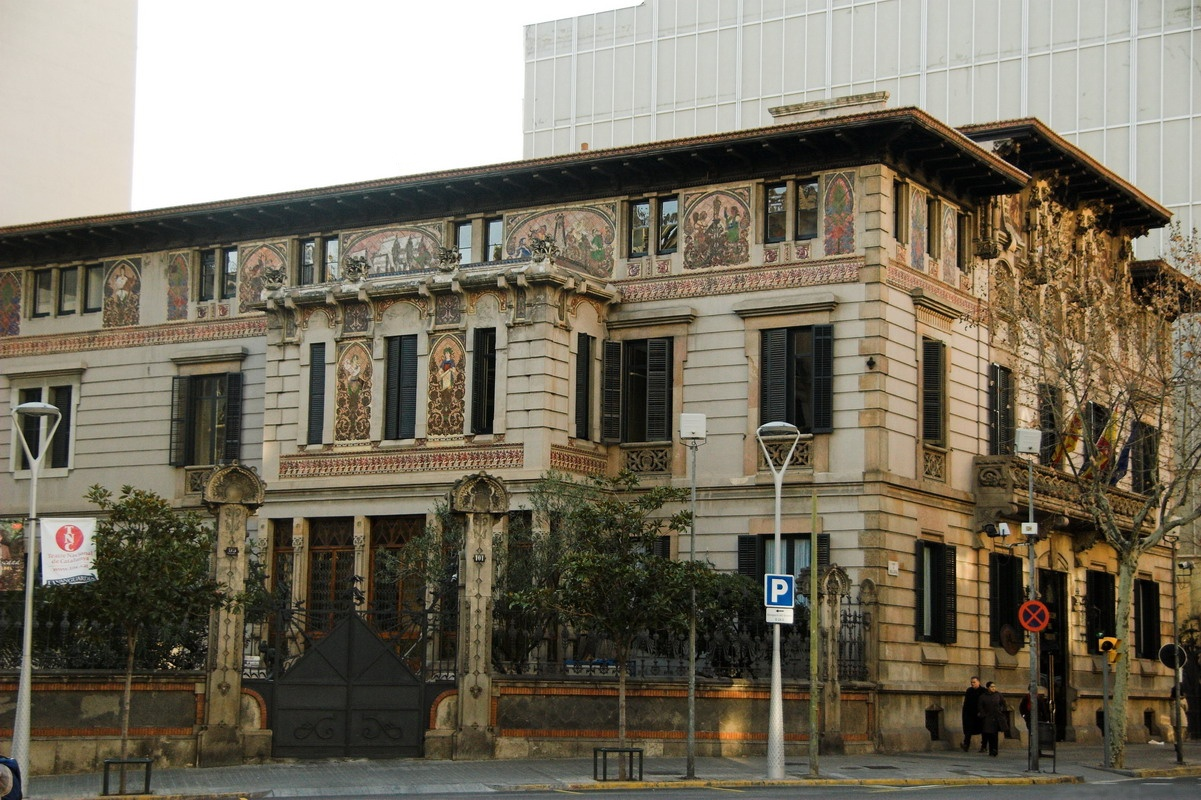
Palau Ramon Montaner
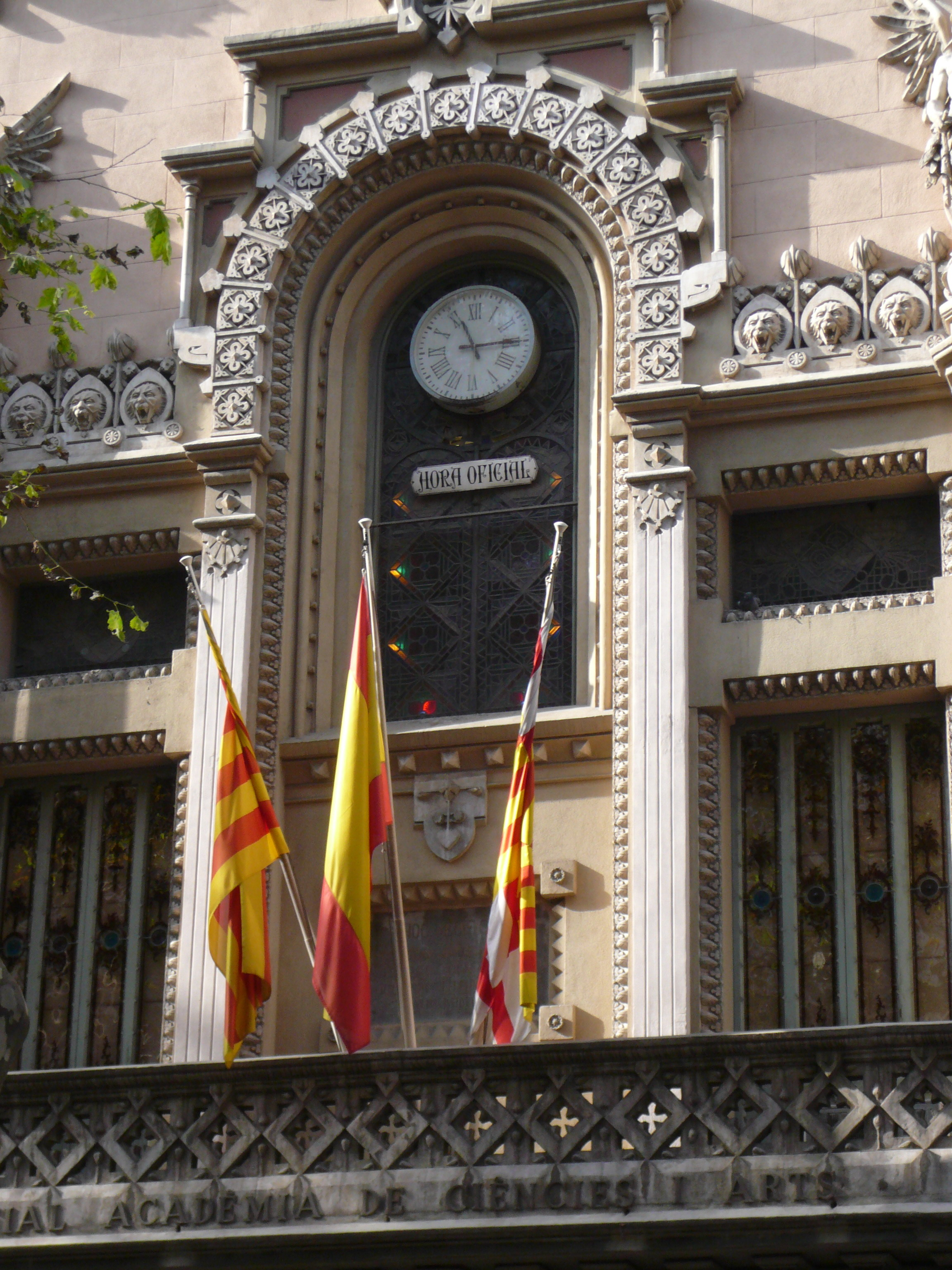
Reial Acadèmia de Ciències
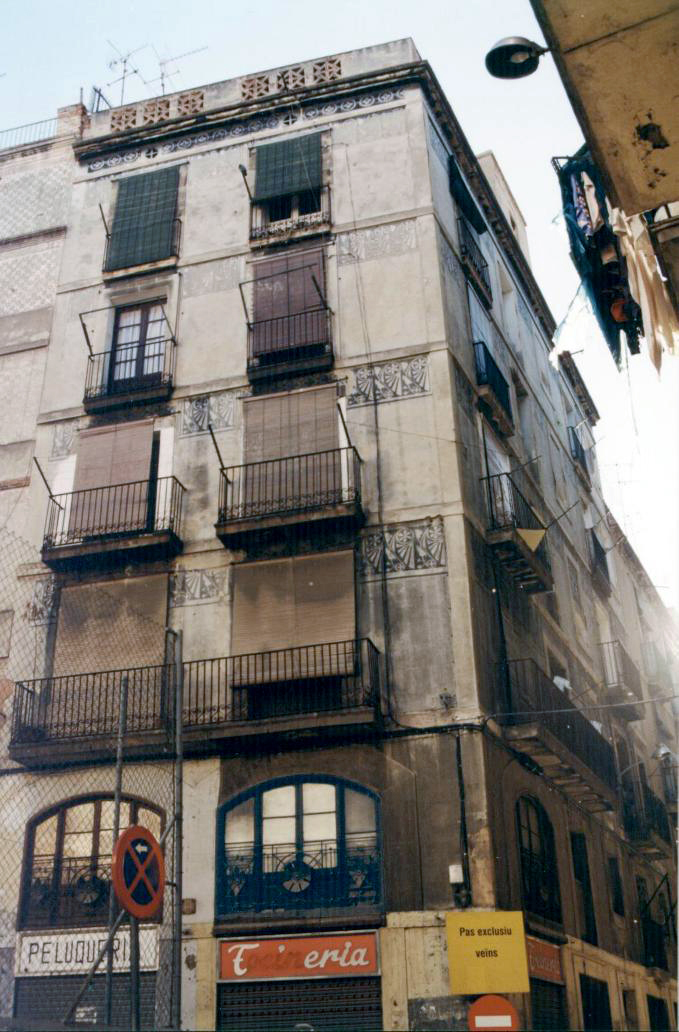
Casa Joan Baqué (reforma)
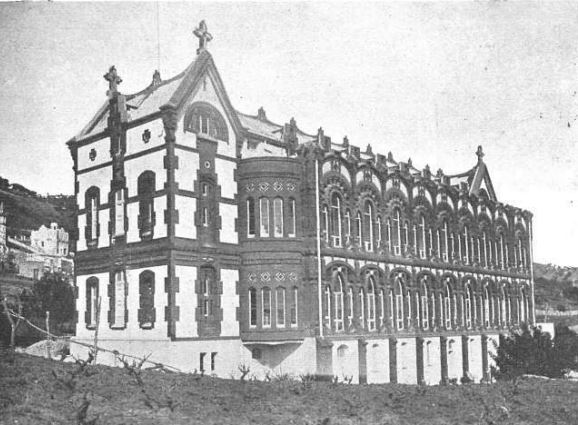
Empar de Santa Llúcia (actual Cosmocaixa)
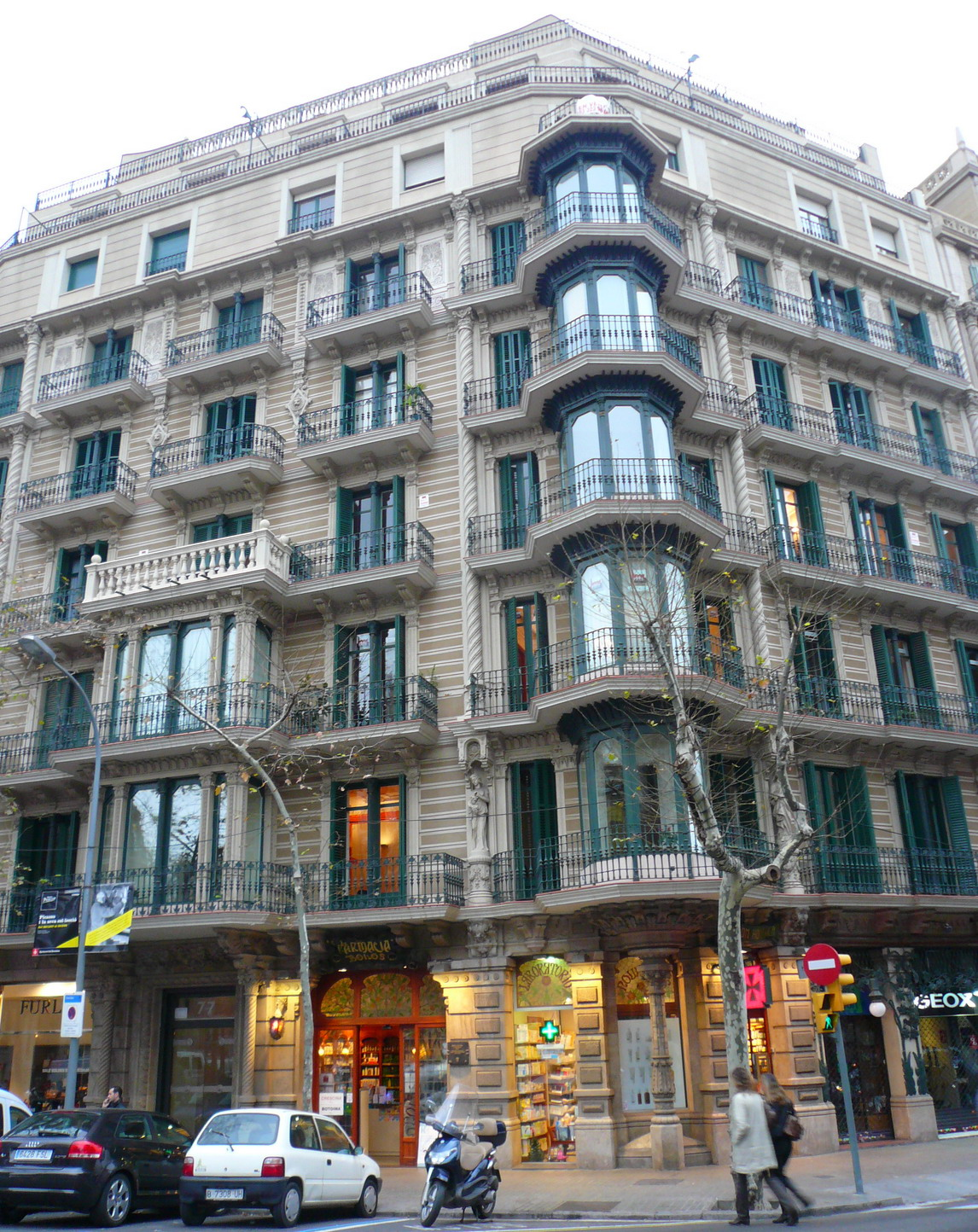
Cases Domènech i Estapà (Rambla de Catalunya, 77)
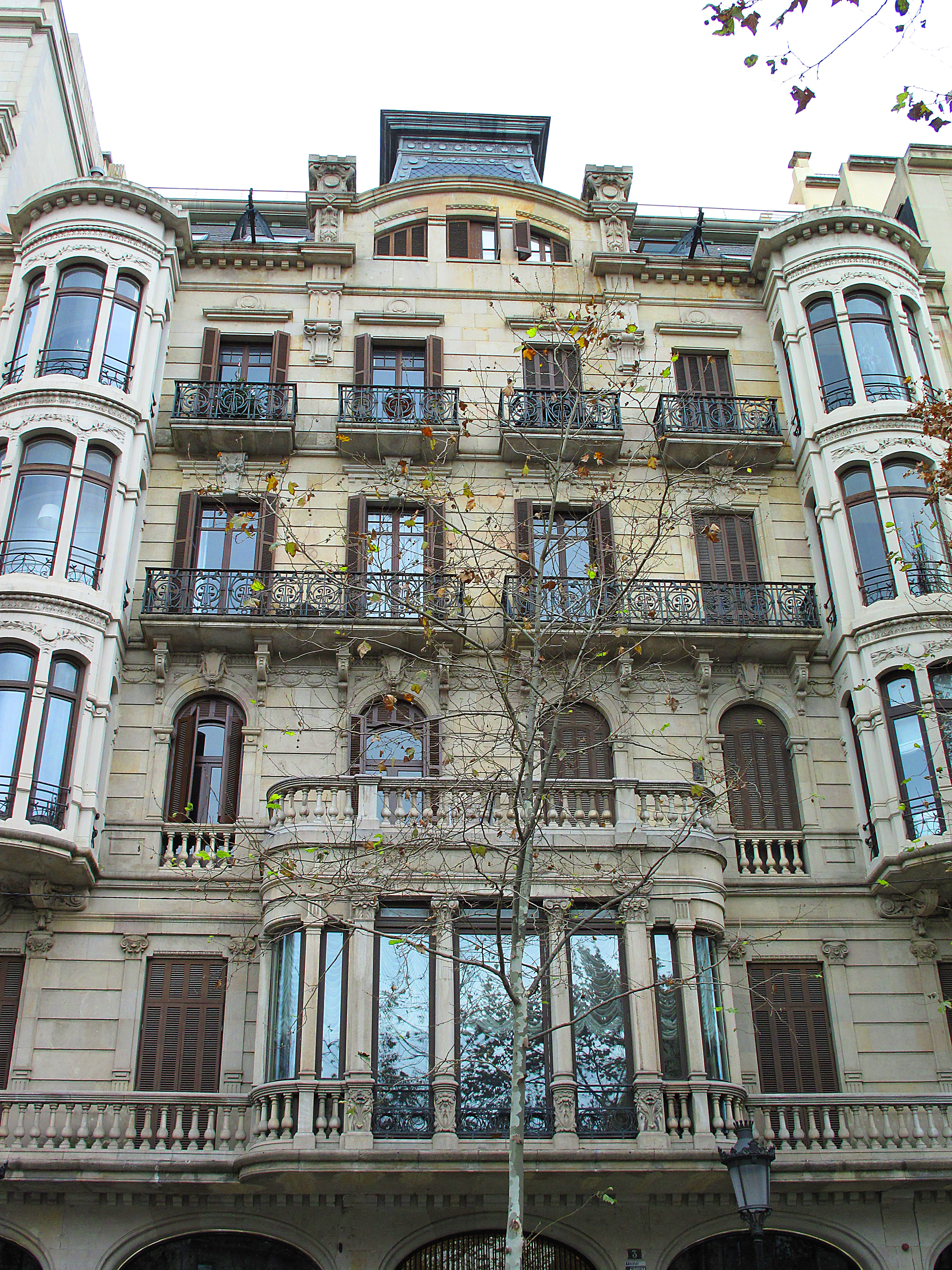
Casa Francesc Simon (Passeig de Gràcia, 3)
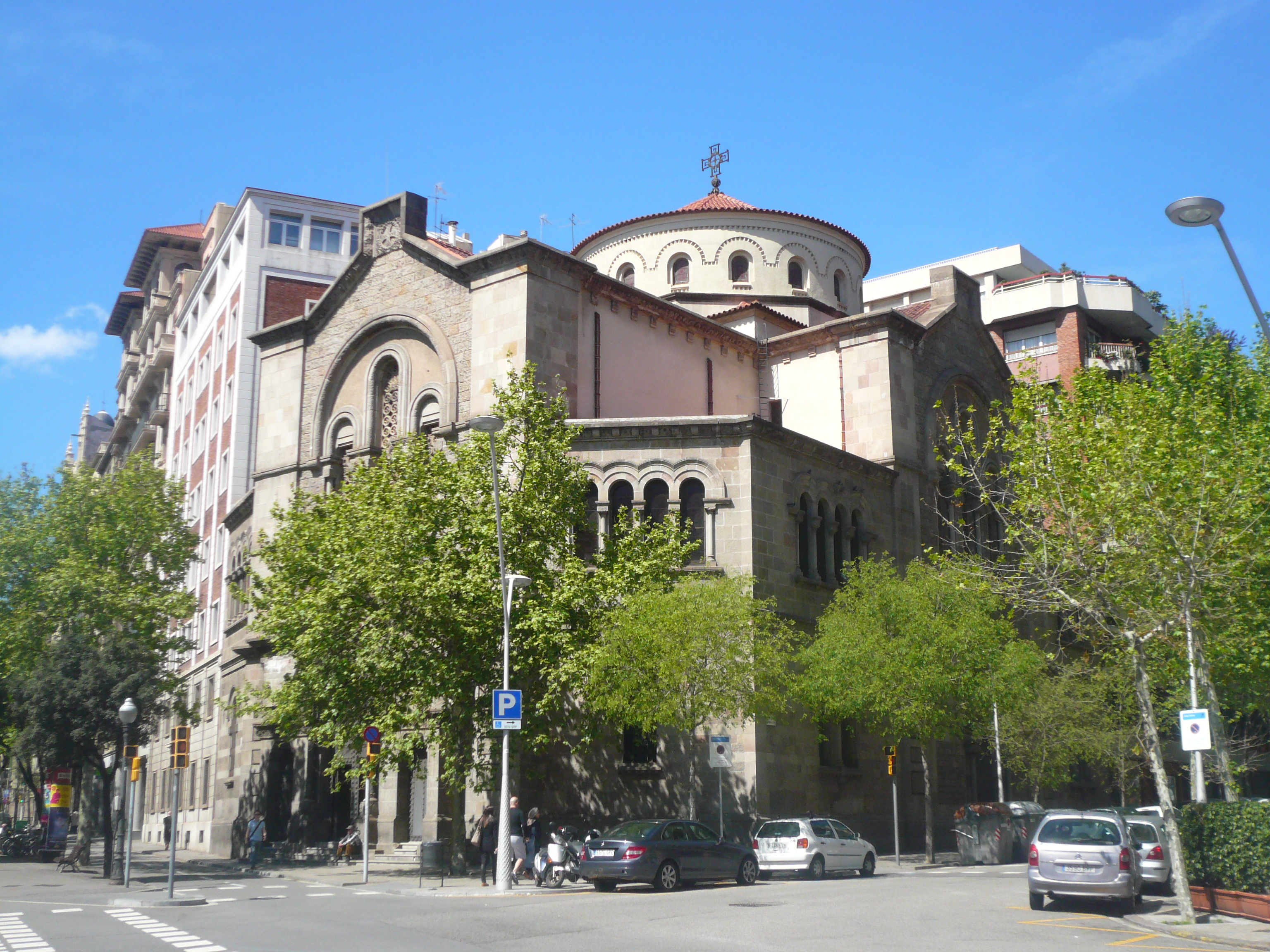
Església del Carme